# Кардіологія

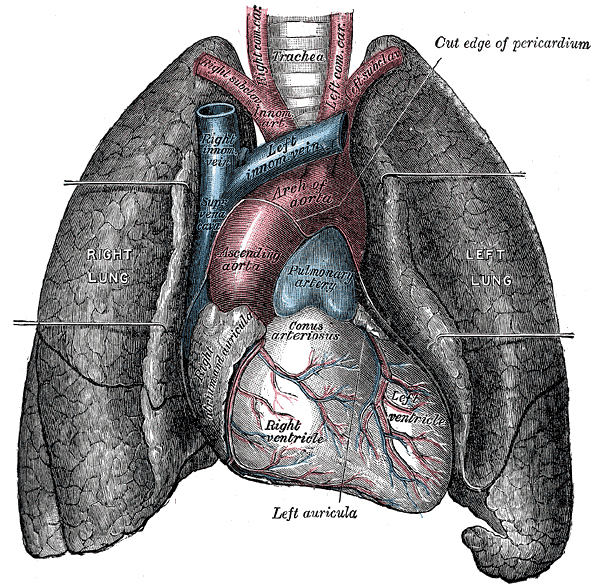
Серце з легенями. Зображення з Анатомії Грея

Кардіоло́гія (від дав.-гр. καρδίᾱ + λογος = серце + слово, наука) — клінічний розділ медицини, що вивчає серцево-судинну систему людини (будову, розвиток, фізіологію серця та судин, її патологічні стани) і зосереджена на діагностиці, лікуванні та профілактиці захворювань і розладів серця та системи кровообігу.
Кардіологія охоплює широкий спектр станів, від ішемічної хвороби серця та серцевої недостатності до аритмій і захворювань клапанів серця. Кардіологи надають як неінвазивні, так і інвазивні варіанти діагностики та лікування для покращення серцево-судинного здоров’я пацієнтів.

## Історія
Вивчення серця та його функції бере свій початок із давніх часів, а перші зареєстровані спостереження за биттям серця походять від стародавніх греків. Засновником кардіології можна вважати давньогрецького анатома і хірурга початку III століття до н.е. Герофіла.
Однак по-справжньому кардіологія почала формуватися лише в 19-му та 20-му століттях. Технологічний прогрес, наприклад винахід електрокардіографії (ЕКГ), дозволив лікарям краще зрозуміти електричну активність серця та діагностувати серцеві захворювання. Розвиток катетеризації серця та ангіографії в середині 20-го століття дозволив візуалізувати внутрішні структури серця та проклав шлях для інтервенційної кардіології. Сьогодні кардіологія — це галузь, що швидко розвивається, і продовжує отримувати користь від прогресу в технологіях і дослідженнях.

## Значення кардіології в охороні здоров'я
Серцево-судинні захворювання є однією з основних причин смерті та інвалідності в усьому світі, і їх поширеність зростає. За даними Всесвітньої організації охорони здоров’я, приблизно 17,9 мільйонів людей щороку помирають від серцево-судинних захворювань, що становить 31% усіх смертей у світі. Кардіологія відіграє вирішальну роль у профілактиці, діагностиці та лікуванні цих станів. Завдяки використанню ліків, зміні способу життя та таким процедурам, як ангіопластика та шунтування, кардіологи можуть покращити результати та якість життя своїх пацієнтів. Крім того, галузь кардіології постійно розвивається, розробляються нові методи лікування та технології для подальшого вдосконалення лікування пацієнтів із серцево-судинними захворюваннями.

## Діагностичні методи
- Вимірювання артеріального тиску;
- Визначення ліпідів крові;
- Електрокардіографія (ЕКГ) є неінвазивним тестом, який вимірює електричну активність серця. Він передбачає розміщення електродів на грудях, руках і ногах, які визначають електричні сигнали, що генеруються серцем. Отримана ЕКГ може допомогти діагностувати аритмії, ішемію та інші аномалії серця.
- Ехокардіографія (ЕхоКГ) – це неінвазивний візуалізаційний тест, який використовує звукові хвилі для створення зображень серця. Він може надати інформацію про розмір, форму та функцію серця, а також про рух серцевих клапанів і стінок. Ехокардіограми можна виконувати за допомогою датчика на грудній клітці або через стравохід (черезстравохідна ехокардіограма), щоб отримати чіткіші зображення.
- Магнітно-резонансна томографія (МРТ);
- Аускультація;
- Функціональні дослідження;
- Холтерівське моніторування;
- Електрофізіологічні дослідження та програмована кардіостимуляція;
- Коронароангіографія.

## Профілактика
Профілактика є ключовим аспектом кардіології, оскільки багатьом серцево-судинним захворюванням можна запобігти або пом’якшити їх перебіг за допомогою зміни способу життя та раннього виявлення патологій. Дотримуючись здорового способу життя та достатньої фізичної активності, зберігаючи пильність щодо факторів ризику та співпрацюючи з постачальниками медичних послуг для лікування основних захворювань, люди можуть зменшити ризик розвитку серцевих захворювань і покращити здоров’я серцево-судинної системи.

### Зміни способу життя
Основні статті — Здоровий спосіб життя, Здорове харчування, Раціональне харчування, Фізична активність, Фізичні вправи, Валеологія.
Зміна певних звичок способу життя може значно знизити ризик розвитку серцевих захворювань. Ці зміни включають:
- Регулярна фізична активність: регулярна фізична активність протягом принаймні 150 хвилин на тиждень може допомогти підтримувати здорову вагу, знизити артеріальний тиск і знизити ризик розвитку серцевих захворювань.
- Здорове харчування: впровадження звичок харчування з високим вмістом фруктів, овочів, цільного зерна та нежирного білка та низьким вмістом насичених і трансжирів, солі та доданого цукру може допомогти зменшити ризик розвитку серцевих захворювань. Раціональне харчування передбачає споживання достатньої кількості якісної питної води (3-4% від ваги тіла за добу[2][3][4][5]) та потрібної кількості білків, жирів[6], вуглеводів[7], вітамінів, мікроелементів, клітковини[7]. Регулярне споживання фруктів та овочів[8], горіхів[9], цільнезернових[10], клітковини[11], жирної морської риби[12], рослинного протеїну[13], оливкової олії[14] знижує ризики багатьох серцево-судинних захворювань та смертності від них.
- Відмова від куріння: куріння є основним фактором ризику серцево-судинних захворювань, і припинення куріння є одним із найважливіших заходів, які люди можуть зробити, щоб покращити здоров’я серцево-судинної системи.
- Управління стресом: за допомогою таких методів, як активне розслаблення, дихальна гімнастика, використання адаптогенів, медитація, йога або консультування, може допомогти зменшити ризик розвитку серцевих захворювань.

### Регулярні огляди
Регулярні огляди у лікаря можуть допомогти виявити фактори ризику серцево-судинних захворювань, таких як низька фізична активність, неадекватне харчування, хронічний стрес, високий кров’яний тиск, дисліпідемія, метаболічний синдром та діабет, патологічні зміни на ЕКГ чи ехокардіографії, і дати можливість раннього втручання, попередження чи лікування.

### Ліки
Деякі ліки використовуються для зниження ризику розвитку серцевих захворювань у осіб із високим ризиком.

### Книги
- Внутрішня медицина. Підручник для студентів закладів вищої освіти III—IV рівня акредитації та лікарів післядипломної освіти на основі рекомендацій доказової медицини / Денесюк В. І., Денесюк О. В.; за ред. В. М. Коваленка. — К.: МОРІОН, 2019. — 960 с.
- Основи ЕКГ: 9-е видання / Джон Хемптон, Джоанна Хемптон. — ВСВ Медицина, 2020. ISBN 978-617-505-776-6
- ЕКГ у практиці: 7-е видання / Джон Хемптон, Девід Едлем. — ВСВ Медицина, 2020. ISBN 978-617-505-794-0
- Захворювання серця і судин у сімейній медицині. Том 1, 2 / Бабінець Л.С. — Магнолія, 2022. ISBN 978-617-574-238-9
- Ендотеліальна дисфункція та кардіоваскулярний ризик: причини, механізми розвитку, клінічні прояви, лікування і профілактика / Катеренчук І.П., Циганенко І.В. — Медкнига, 2017. ISBN 978-966-1597-46-3
- Вибрані питання амбулаторної кардіології / Корнієнко С.І. — Медкнига, 2012. ISBN 978-966-1597-12-8
- Клінічна оцінка, діагностичне та прогностичне значення результатів лабораторних досліджень. Частина 1: Кардіологія / Катеренчук І.П. — Медкнига, 2021. ISBN 978-966-1597-22-7
- Сучасні технології та методи кардіореабілітації / Лквицька Л.В., Швед М.І. — Медкнига, 2016. ISBN 978-966-1597-32-6
- Серце при ендокринних захворюваннях / Зубкова С.Т., Тронько М.Д. — Медкнига, 2017. ISBN 978-966-1597-45-6
- Постінфарктна стенокардія / Бобров В. О., Долженко М.Н., Поташев С.В. — Медкнига, 2009. ISBN 978-966-96995-6-5
- Camm, A. John; Lüscher, Thomas F.; Maurer, Gerald; Serruys, P. W. (2019). The ESC textbook of cardiovascular medicine (3rd edition). Oxford. ISBN 978-0-19-878490-6.
- Pérez-Pomares, José Maria; Kelly, Robert G.; Hoff, Maurice J. B. van den (2018). The ESC textbook of cardiovascular development. Oxford. ISBN 978-0-19-107451-6.
- Krams, Rob; Bäck, Magnus (2017). The ESC textbook of vascular biology (1st edition). Oxford. ISBN 978-0-19-107408-0.
- Jose, V. Jacob (2017). Cardiology: clinical methods (1st edition). New Delhi. ISBN 978-93-85999-45-1.
- Maleki, Majid; Alizadehasl, Azin; Haghjoo, Majid (2018). Practical cardiology. St. Louis. ISBN 978-0-323-51176-6.
- Madonna, Rosalinda (2016). Stem cells and cardiac regeneration. Cham: Springer. ISBN 978-3-319-25427-2.
- Kenneth D. Poss, Bernhard Kühn (2020). Cardiac Regeneration: Methods & Protocols. Methods in Molecular Biology. New York, NY: Humana, Springer. с. 346. ISBN 978-1-0716-0667-4. doi:10.1007/978-1-0716-0668-1.
- Prabhakaran D.; Anand Shuchi; Srinath Reddy K. (2023). Public health approach to cardiovascular disease prevention & management (вид. 1st edition). Boca Raton, FL. ISBN 978-1-003-35268-6.

### Журнали
- Український кардіологічний журнал
- Кардіохірургія та інтервенційна кардіологія
- Кардіологія, Ревматологія, Кардіохірургія
- European Heart Journal (сайт)
- Journal of the American College of Cardiology
- JAMA Cardiology
- Circulation
- Circulation Research
- Nature Reviews Cardiology
- Cardiovascular Research
- American Heart Journal
- JACC: Cardiovascular Imaging
- Catheterization and Cardiovascular Interventions
- JACC: Heart Failure
- European Journal of Heart Failure
- Journal of Endovascular Therapy
- Arteriosclerosis, Thrombosis, and Vascular Biology
- Circulation: Arrhythmia and Electrophysiology
- European Journal of Preventive Cardiology